# Leopold von Buch
Christian Leopold von Buch, celým jménem Christian Leopold Buch Freiherr von Gellmersdorf, Schöneberg usw. (26. dubna 1774, Angermünde – 4. března 1853, Berlín) byl německý geolog a paleontolog.

## Život
Leopold von Buch pocházel ze šlechtické rodiny. Studoval mineralogii na Báňské akademii ve Freibergu (dnes Technická univerzita Báňská akademie). K jeho spolužákům a blízkým přátelům zde patřil Alexander von Humboldt. V letech 1793–96 studoval přírodní vědy na universitě v Halle a souběžně fyziku a chemii na univerzitě v Göttingenu. Po studiích cestoval, mj. hojně po Čechách, zejm. Krušnohoří. V roce 1792 vydal studii o geologii Karlovarska, později zpracoval i geognostickou mapu tohoto území.
V letech 1796–1797 byl zaměstnancem pruské státní báňské správy, která tehdy sídlila ve Vratislavi (dnes Polsko). Podílel se zde na tvorbě první geognostické mapy Slezska. Poté, až do roku 1817, znovu cestoval, v doprovodu Humboldta a často též Josepha Louis Gay-Lussaca. Procestovali a prozkoumali Alpy, Švýcarskou Juru, oblast kolem francouzského Auvergne, v Itálii vystoupali na Vesuv, následovala cesta do Norska a Laponska, na Kanárské ostrovy a Hebridy a nakonec do Skotska a Severního Irska. Poté se Buch vrátil do Německa.
Během těchto cest a studií Buch opustil Wernerův geologický systém (neptunismus), neboť rozpoznal odchylky od něj (především objevy v okolí Osla). Protože však Abrahama Gottloba Wernera osobně znal (i on byl jeho spolužákem z Freibergu), nezřekl se veřejně jeho učení, dokud Werner žil. Teprve po jeho smrti v roce 1817 oficiálně přešel do tábora tzv. vulkanistů (plutonistů). Kvůli tomu se také roku 1822 pohádal v Mariánských Lázních se spisovatelem Johannem Wolfgangem Goethem, který se o vývoj věd velmi zajímal.
Na Kanárských ostrovech poprvé formuloval hypotézu tzv. elevačních kráterů (Theorie der Erhebungskrater, zavedl pojem kaldera), která vysvětlovala vznik pásemných pohoří (tedy například i Alp). V roce 1818 ji prvně prezentoval na zasedání Pruské akademie věd v Berlíně. Odpůrcem této teorie se stal zejména Charles Lyell. Sám Buch při výzkumu bludných balvanů koketoval s glaciální teorií, ale nikdy ji nepřijal, zůstal věrný teorii tektonické. I jeho teorie zemětřesení, první vědecká vůbec, sázela na vulkanickou činnost jako hlavní příčinu.
V letech 1826–1834 vytvořil první geognostickou mapu Německa. Poté se věnoval paleontologii, do níž zavedl termín „vůdčí fosilie“. V pozdějším období zkoumal období jury, rozdělil ho na tři fáze: černou, hnědou a bílou. V roce 1848 patřil k zakladatelům Německé geologické společnosti (Deutsche Geologische Gesellschaft) a byl zvolen jejím prvním prezidentem.